# 桃源瑞仙
桃源瑞仙（とうげんずいせん、1430年 - 1489年）は、室町時代の臨済宗の僧。相国寺住持。五山文学者。『史記』の注釈書『史記抄』（史記桃源抄）、『易経』の注釈書『百衲襖』（ひゃくのうおう）など漢籍の抄物で知られる。
「桃源」は道号、「瑞仙」は法諱。号に「蕉雨」「卍庵」「竹庵」「春雨庵」など。

## 生涯
永享2年（1430年）6月17日、近江市村（現滋賀県愛荘町）の下級武士の子として生まれる。永源寺派の慈雲庵で出家し僧童となったのち、嘉吉文安年間に相国寺勝定院で剃髪。易学を竺雲等連と瑞渓周鳳に、『史記』を竺雲等連・綿谷周瓞・牧中梵祐に、『漢書』を竺雲等連に、『礼記』を一条兼良と清原業忠に学び、雲章一慶の『勅修百丈清規』講義も受ける。
応仁元年（1467年）に応仁の乱が起こると、横川景三と慈雲庵に避難する。のち横川・景徐周麟と永源寺に移住し小倉実澄の厚遇を受け、易学や『史記』の講義・著述を始める。
応仁の乱後、文明13年（1481年）に等持寺の住持となる。文明18年（1486年）相国寺の住持となり、夢窓疎石をまつる開山塔崇寿院の塔主を兼帯する。一ヶ月後に相国寺住持を退き崇寿院に帰るが、長享2年（1488年）足利義政の逆修十三回忌を修した後、延徳元年（1489年）相国寺に四ヶ月再住。同年10月28日、60歳で示寂。

## 著作・学問
『史記抄（史記桃源抄）』『百衲襖』『三体詩抄』『蕉雨余滴』『勅修百丈清規雲桃抄（雲桃抄）』などの著作（抄物）が伝わる。その著作は日本文学・日本語学・日本史学・中国史学・中国哲学など諸分野の学者に研究されている。
博士家の儒者とも交流があった。『雲桃抄』は岐陽方秀門下の雲章一慶の朱子学受容についての資料になっている。

## 関連文献
- 今泉淑夫『桃源瑞仙年譜』春秋社、1993年。ISBN 9784393140147